# Black Sabbath: The Dio Years
Black Sabbath: The Dio Years — сборник группы Black Sabbath, вышедший в 2007 году.

## Об альбоме
Коллекция песен Black Sabbath, посвящённая периоду творчества в этой группе вокалиста Ронни Джеймса Дио. Эта подборка содержит как классические студийные записи группы, подвергшиеся ремастерингу, так и концертную версию трека «Children of the Sea» с альбома 1982 года Live Evil. В коллекцию также вошли новые композиции — «The Devil Cried», «Shadow of the Wind» и «Ear In the Wall».

## Список композиции
Авторы песен — Ронни Джеймс Дио, Тони Айомми и Гизер Батлер, кроме отмеченных.
1. «Neon Knights» (Дио, Айомми, Батлер, Билл Уорд) — 3:51
2. «Lady Evil» (Дио, Айомми, Батлер, Уорд) — 4:23
3. «Heaven And Hell» (Дио, Айомми, Батлер, Уорд) — 6:59
4. «Die Young» (Дио, Айомми, Батлер, Уорд) — 4:44
5. «Lonely is the Word» — 5:50
6. «The Mob Rules» — 3:13
7. «Turn Up the Night» — 3:42
8. «Voodoo» — 4:32
9. «Falling Off the Edge of the World» — 5:03
10. «After All (The Dead)» — 5:42
11. «TV Crimes» — 4:02
12. «I» — 5:12
13. «Children of the Sea» (концертная запись) (Дио, Айомми, Батлер, Уорд) — 6:12
14. «The Devil Cried» (Дио, Айомми) — 6:01
15. «Shadow of the Wind» (Дио, Айомми) — 5:40
16. «Ear in the Wall» (Дио, Айомми) — 4:04

Композиции 1—5 — с альбома Heaven and Hell

Композиции 6—9 — с альбома Mob Rules

Композиции 10—12 — с альбома Dehumanizer

Композиция 13 — с альбома Live Evil

Композиции 14-16 — новый материал 2007 года

## Участники записи
- Ронни Джеймс Дио — вокал
- Тони Айомми — электрогитара
- Гизер Батлер — бас-гитара
- Билл Уорд — ударные (1—5)
- Винни Апписи — ударные (6—16)
- Джефф Николс — клавишные (1—13)

## Места в чартах

### Альбом
| Год  | Чарты         | Наивысшее место |
| ---- | ------------- | --------------- |
| 2007 | Billboard 200 | 54              |

### Синглы
| Год  | Сингл             | Чарты                  | Наивысшее место |
| ---- | ----------------- | ---------------------- | --------------- |
| 2007 | «The Devil Cried» | Mainstream Rock Tracks | 38              |